# Aurora Pro Patria 1919 2023-2024
Questa voce raccoglie le informazioni riguardanti l'Aurora Pro Patria 1919 nelle competizioni ufficiali della stagione 2023-2024.

## Divise e sponsor
Lo sponsor tecnico per la stagione è Givova, mentre lo sponsor ufficiale è Istituti Clinici San Carlo.

## Rosa
Rosa tratta dal sito ufficiale della Pro Patria.
| N. |                    | Ruolo | Calciatore        |
| -- | ------------------ | ----- | ----------------- |
| 1  | Italia (bandiera)  | P     | William Rovida    |
| 2  | Italia (bandiera)  | D     | Stefano Vaghi     |
| 3  | Albania (bandiera) | D     | Angelo Ndrecka    |
| 4  | Italia (bandiera)  | D     | Lorenzo Saporetti |
| 5  | Albania (bandiera) | D     | Ervin Bashi       |
| 6  | Italia (bandiera)  | D     | Andrea Moretti    |
| 7  | Italia (bandiera)  | A     | Leonardo Stanzani |
| 8  | Italia (bandiera)  | C     | Francesco Marano  |
| 9  | Italia (bandiera)  | A     | Sean Parker       |
| 10 | Italia (bandiera)  | C     | Gianluca Nicco    |
| 11 | Francia (bandiera) | A     | Jonathan Pitou    |
| 12 | Italia (bandiera)  | P     | Giulio Mangano    |
| 14 | Italia (bandiera)  | C     | Luca Bertoni      |
| 16 | Italia (bandiera)  | C     | Giovanni Fietta   |

| N. |                   | Ruolo | Calciatore         |
| -- | ----------------- | ----- | ------------------ |
| 17 | Italia (bandiera) | C     | Giorgio Citterio   |
| 18 | Italia (bandiera) | C     | Leonardo Piran     |
| 19 | Italia (bandiera) | D     | Manuel Lombardoni  |
| 20 | Italia (bandiera) | C     | Guillaume Renault  |
| 21 | Italia (bandiera) | D     | Alessandro Minelli |
| 22 | Italia (bandiera) | P     | Luca Bongini       |
| 24 | Italia (bandiera) | C     | Ramon Caluschi     |
| 25 | Italia (bandiera) | C     | Davide Ferri       |
| 27 | Italia (bandiera) | C     | Christophe Renault |
| 28 | Italia (bandiera) | C     | Marco Somma        |
| 29 | Italia (bandiera) | A     | Emanuele Zanaboni  |
| 30 | Italia (bandiera) | A     | Davide Castelli    |
| 31 | Italia (bandiera) | C     | Andrea Mallamo     |
| 69 | Italia (bandiera) | A     | Dennis Curatolo    |

## Risultati

### Serie C

#### Girone d'andata
| Arbitro: | Vingo (Pisa) |

|              |           |                           |
| Stanzani 54’ | Marcatori | 24’ Fumagalli 68’ M. Fall |

| Arbitro: | Baratta (Rossano) |

|              |           |                           |
| D'Orazio 76’ | Marcatori | 32’ Castelli 39’ Stanzani |

| Arbitro: | Iannello (Messina) |

|             |           |                     |
| Renault 54’ | Marcatori | 67’ (aut.) Citterio |

| Arbitro: | Gasperotti (Rovereto) |

|                               |           |                |
| Zoma 7’ Milesi 22’ Zanini 61’ | Marcatori | 90+2’ Castelli |

| Arbitro: | Maccarini (Arezzo) |

|  |           |                            |
|  | Marcatori | 4’, 11’ Lescano 34’ Struna |

| Arbitro: | Restaldo (Ivrea) |

|  |           |              |
|  | Marcatori | 14’ Stanzani |

| Arbitro: | Gigliotti (Cosenza) |

|                |           |                     |
| Bortolussi 61’ | Marcatori | 82’ (rig.) Castelli |

| Busto Arsizio 14 ottobre 2023, ore 14:00 CEST 8ª giornata | Pro Patria        | 0 – 0 referto | Mantova | Stadio Carlo Speroni (965 spett.)\| Arbitro: \| Gemelli (Messina) \| |
| Arbitro:                                                  | Gemelli (Messina) |               |         |                                                                      |

| Arbitro: | Peletti (Crema) |

|               |           |                  |
| Tremolada 28’ | Marcatori | 72’, 79’ Moretti |

| Arbitro: | Ursini (Pescara) |

|  |           |                            |
|  | Marcatori | 15’ Terrani 90+5’ Petrović |

| Arbitro: | Luongo (Napoli) |

|                           |           |              |
| Mustacchio 14’ Maggio 58’ | Marcatori | 29’ Stanzani |

| Arbitro: | Rispoli (Locri) |

|  |           |                |
|  | Marcatori | 11’, 42’ Spini |

| Arbitro: | Vergaro (Bari) |

|                                   |           |                  |
| Scarsella 4’, 40’ Della Morte 58’ | Marcatori | 90+4’ Lombardoni |

| Arbitro: | Zoppi (Firenze) |

|              |           |              |
| Stanzani 74’ | Marcatori | 29’ Bondioli |

| Arbitro: | Di Loreto (Terni) |

|           |           |           |
| Rocco 54’ | Marcatori | 48’ Pitou |

| Arbitro: | Burlando (Genova) |

|             |           |  |
| Moretti 59’ | Marcatori |  |

| Arbitro: | Totaro (Lecce) |

|            |           |             |
| Renault 7’ | Marcatori | 75’ Foresta |

| Arbitro: | Milone (Taurianova) |

|                            |           |  |
| Begheldo 69’ Casarotto 78’ | Marcatori |  |

| Busto Arsizio 23 dicembre 2023, ore 14:00 CET 19ª giornata | Pro Patria       | 0 – 0 referto | Pro Sesto | Stadio Carlo Speroni (761 spett.)\| Arbitro: \| Cerbasi (Arezzo) \| |
| Arbitro:                                                   | Cerbasi (Arezzo) |               |           |                                                                     |

#### Girone di ritorno
| Arbitro: | Cappai (Cagliari) |

|                      |           |                     |
| Fumagalli 85’ (rig.) | Marcatori | 29’ Pitou 57’ Vaghi |

| Arbitro: | Silvestri (Roma) |

|                               |           |  |
| Castelli 29’, 51’ Moretti 80’ | Marcatori |  |

| Arbitro: | Gazuolino (Torino) |

|  |           |              |
|  | Marcatori | 70’ Castelli |

| Busto Arsizio 27 gennaio 2024, ore 16:15 CET 23ª giornata | Pro Patria        | 0 – 0 referto | AlbinoLeffe | Stadio Carlo Speroni (635 spett.)\| Arbitro: \| Burlando (Genova) \| |
| Arbitro:                                                  | Burlando (Genova) |               |             |                                                                      |

| Arbitro: | Castellone (Napoli) |

|           |           |                       |
| Redan 66’ | Marcatori | 27’ Pitou 83’ Renault |

| Arbitro: | Gianquinto (Parma) |

|                           |           |  |
| Castelli 51’ Stanzani 77’ | Marcatori |  |

| Arbitro: | Frascaro (Firenze) |

|  |           |                                 |
|  | Marcatori | 29’ (rig.) Varas 56’ Bortolussi |

| Arbitro: | Rinaldi (Bassano del Grappa) |

|                                       |           |           |
| Bragantini 11’ Fiori 38’ Radaelli 68’ | Marcatori | 81’ Pitou |

| Arbitro: | Ceriello (Chiari) |

|             |           |                              |
| Castelli 9’ | Marcatori | 11’, 50’, 90’ (rig.) Bocalon |

| Trento 1º marzo 2024, ore 20:45 CET 29ª giornata | Trento               | 0 – 0 referto | Pro Patria | Stadio Briamasco (725 spett.)\| Arbitro: \| Viapiana (Catanzaro) \| |
| Arbitro:                                         | Viapiana (Catanzaro) |               |            |                                                                     |

| Arbitro: | Iacobellis (Pisa) |

|                  |           |              |
| Castelli 3’, 48’ | Marcatori | 84’ Petrella |

| Arbitro: | Gangi (Enna) |

|  |           |                          |
|  | Marcatori | 63’ Castelli 90+5’ Nicco |

| Arbitro: | Iannello (Messina) |

|  |           |                |
|  | Marcatori | 84’ F. Ferrari |

| Arbitro: | Gandino (Alessandria) |

|                            |           |           |
| Alberti 53’, 67’ Gonzi 75’ | Marcatori | 28’ Pitou |

| Arbitro: | Cappai (Cagliari) |

|              |           |           |
| Citterio 89’ | Marcatori | 61’ Rocco |

| Arbitro: | Canci (Carrara) |

|                                            |           |            |
| De Nipoti 23’ Vlahović 30’, 60’ Capone 33’ | Marcatori | 39’ Parker |

| Arbitro: | Ramondino (Palermo) |

|              |           |                  |
| Mastalli 15’ | Marcatori | 5’, 25’ Castelli |

| Arbitro: | Silvestri (Roma) |

|             |           |                               |
| Ghioldi 81’ | Marcatori | 18’ Danti 26’ Gómez 89’ Ceter |

| Arbitro: | Lovison (Padova) |

|             |           |  |
| Fornito 59’ | Marcatori |  |

### Coppa Italia Serie C
| Arbitro: | Mazzoni (Prato) |

|  |           |              |
|  | Marcatori | 49’ Citterio |

| Arbitro: | Gandino (Alessandria) |

|                                     |           |                         |
| De Col 5’ Rolfini 10’ Tronchin 104’ | Marcatori | 50’ Citterio 55’ Parker |

## Statistiche

### Andamento in campionato
| Giornata  | 1  | 2  | 3  | 4  | 5  | 6  | 7  | 8  | 9  | 10 | 11 | 12 | 13 | 14 | 15 | 16 | 17 | 18 | 19 | 20 | 21 | 22 | 23 | 24 | 25 | 26 | 27 | 28 | 29 | 30 | 31 | 32 | 33 | 34 | 35 | 36 | 37 | 38 |
| --------- | -- | -- | -- | -- | -- | -- | -- | -- | -- | -- | -- | -- | -- | -- | -- | -- | -- | -- | -- | -- | -- | -- | -- | -- | -- | -- | -- | -- | -- | -- | -- | -- | -- | -- | -- | -- | -- | -- |
| Luogo     | C  | T  | C  | T  | C  | T  | T  | C  | T  | C  | T  | C  | T  | C  | T  | C  | C  | T  | C  | T  | C  | T  | C  | T  | C  | C  | T  | C  | T  | C  | T  | C  | T  | C  | T  | T  | C  | T  |
| Risultato | P  | V  | N  | P  | P  | V  | N  | N  | V  | P  | P  | P  | P  | N  | N  | V  | N  | P  | N  | V  | V  | V  | N  | V  | V  | P  | P  | P  | N  | V  | V  | P  | P  | N  | P  | V  | P  | P  |
| Posizione | 15 | 10 | 11 | 14 | 17 | 15 | 15 | 14 | 12 | 13 | 15 | 16 | 17 | 17 | 17 | 16 | 16 | 16 | 16 | 16 | 15 | 12 | 12 | 10 | 8  | 10 | 10 | 13 | 13 | 12 | 9  | 10 | 12 | 12 | 14 | 11 | 12 | 12 |

Legenda:

Luogo: C = Casa; T = Trasferta. Risultato: V = Vittoria; N = Pareggio; P = Sconfitta.